# Soziologie in der DDR
Eine Soziologie in der DDR entstand erst in den frühen 1960er Jahren. Davor war Soziologie als „bourgeoise Alternative“ zum Historischen Materialismus und zum Wissenschaftlichen Sozialismus verworfen worden. Die dann entstandene Soziologie in der DDR war durch Beschränkung auf Spezielle Soziologien und  Empirische Sozialforschung sowie den Verzicht auf umfassende Theorieentwürfe charakterisiert. Eine Fachgesellschaft der DDR-Soziologen gab es bis 1990 ebenso wenig wie eine soziologische Fachzeitschrift.

## Entwicklung
In den ersten Nachkriegsjahren betrieb die Besatzungsmacht der SBZ eine Neustrukturierung der universitären Sozialwissenschaften. Das akademische Personal wurde gezielt aus Emigranten, Vertriebenen und Intellektuellen kommunistischer Gesinnung rekrutiert. Dazu gehörten die Soziologen Alfred Meusel, Heinz Maus (als Assistent von Ernst Niekisch an der Humboldt-Universität) und Julius Lips. Anfangs verblieb aber auch Hans Freyer an der Universität Leipzig. Mit der zweiten Hochschulreform der inzwischen gegründeten DDR wurde 1950/51 ein Fach Gesellschaftswissenschaft im Sinne des Historischen Materialismus eingeführt. Die Soziologie hatte als bürgerliche Wissenschaft keinen Platz mehr im marxistisch-leninistisch geprägten Wissenschaftssystem.
Erst nach den ideologischen Öffnungen in den Staaten des Ostblocks, die mit dem 20. Parteitag der KPdSU (1956) verbunden waren, entstand ausgehend von sowjetischen Gesellschaftswissenschaftlern das Bedürfnis, eine empirisch orientierte Sozialforschung zu schaffen, die Soziologie zu nennen sei. Robert Wilhelm Schulz und Herbert Franz Wolf initiierten bereits 1957 an der Universität Leipzig ein Soziologisches Seminar. 1961 bildeten sich in Berlin die Forschungsgemeinschaft „Soziologie und Gesellschaft“ und eine „Soziologische Kommission“ der Humboldt-Universität. 1964 kam es mit dem Merseburger Treffen unter Leitung von Günter Bohring zu einer ersten DDR-weiten Zusammenkunft von Soziologen. Ebenfalls 1964 wurde nach Beschluss durch das SED-Politbüro der Wissenschaftliche Rat für Soziologische Forschung in der DDR gegründet, dessen Leitung in fester Personalunion mit dem (ebenfalls 1964 eingerichteten) Lehrstuhl für Soziologie am SED-Institut für Gesellschaftswissenschaften stand. Damit wurde ein autoritärer Führungsanspruch und ein stetes Entscheidungsvorrecht in allen Fragen soziologischer Forschung und Lehre erhoben.
Das größte soziologische Institut in der DDR war seit 1966 das Zentralinstitut für Jugendforschung (ZIJ) in Leipzig. Zu internationaler Bekanntheit brachten es auch Kurt Braunreuther und seine Mitarbeiter von der Abteilung für Soziologie im Institut für Wirtschaftswissenschaften an der Akademie der Wissenschaften der DDR mit ihren Arbeiten zur Industriesoziologie, insbesondere der Fluktuationsforschung. Im Umfeld Braunreuthers war auch Günther Rudolph tätig, der einzige Tönnies-Forscher der DDR.
Ab 1965 in Berlin und ab 1967 in Leipzig konnte Soziologie in der DDR als postgraduales Zusatzstudium belegt werden, ein Hauptfachstudium war erst ab 1971 möglich. 1975 wurden dann in Berlin, Leipzig und an der Universität Halle Diplomstudiengänge eingerichtet. Bis 1989 wurde etwa 600 Absolventen diplomiert. Die DDR-Soziologie veranstaltete, organisiert vom Wissenschaftlichen Rat für Soziologische Forschung, fünf große Kongresse. DDR-Vertreter nahmen seit 1966 an Treffen der International Sociological Association (ISA) teil, der Bildungssoziologe Artur Meier wurde auf dem 10. Weltkongress für Soziologie 1982 in Mexiko in das ISA-Exekutionskomitee und auf dem 11. Weltkongress 1986 in Neu-Delhi zum ISA-Vizepräsidenten gewählt.
Erst 1990 konstituierte sich eine selbstständige Gesellschaft für Soziologie (GfS), Vorsitzender wurde Hansgünter Meyer, sie löste sich 1992 in die Deutsche Gesellschaft für Soziologie (DGS) auf. Eine eigene Fachzeitschrift gründete die GfS erst nach der Wiedervereinigung, das Berliner Journal für Soziologie. Die Zeitschrift überlebte die GfS und gehört mittlerweile zu den führenden soziologischen Fachorganen Deutschlands.